# Спрингфилд (город, Миннесота)
Спрингфилд (англ. Springfield) — город в округе Браун, штат Миннесота, США. На площади 4,7 км² (4,7 км² — суша, водоёмов нет), согласно переписи 2002 года, проживают 2215 человек. Плотность населения составляет 472,5 чел./км².
- Телефонный код города — 507
- Почтовый индекс — 56087
- FIPS-код города — 27-61816[1]
- GNIS-идентификатор — 0652489[2]